# زنبور هزار ساله
زنبور هزار ساله (اسلواکی: Tisícročná včela) فیلمی است که در سال ۱۹۸۳ در چکسلواکی، آلمان غربی و اتریش ساخته و تولید شده‌است. این فیلم بر اساس رمانی نوشته پیتر یاروش ساخته شده و یورای یاکوبیسکو کارگردانی آن را بر عهده داشته‌است. این فیلم به عنوان بهترین فیلم خارجی زبان چکسلواکی در پنجاه و هفتمین دوره جوایز اسکار انتخاب شد، اما به عنوان نامزد پذیرفته نشد.